# Sutras (album)
Albums de Donovan
One Night in Time
(1993) Rising Again
(2001)
Sutras est un album de Donovan sorti en 1996. Il est produit par Rick Rubin pour son label American Recordings avec des arrangements très dépouillés, sur le modèle des American Recordings de Johnny Cash. Toutefois, il ne rencontre pas le même succès, et Sutras n'a pas de suite.

## Titres
Toutes les chansons sont de Donovan, sauf mention contraire.
1. Please Don't Bend – 4:14
2. Give It All Up – 3:09
3. Sleep (trad. arr. Donovan) – 2:47
  - Les paroles sont tirées d'une prière traditionnelle en gaélique écossais.
4. Everlasting Sea – 3:33
5. High Your Love – 2:31
6. The Clear-Browed One – 3:20
7. The Way – 2:16
  - Les paroles sont tirées du Tao Tö King.
8. Deep Peace (Donovan, Jake Walton) – 3:11
  - Les paroles sont tirées de l'œuvre de Fiona Macleod.
9. Nirvana – 3:31
  - Les paroles sont tirées du livre The Miracle of Mindfulness (en).
10. Eldorado (Edgar Allan Poe, Donovan) – 3:06
  - Les paroles sont tirées du poème « Eldorado (en) » d'Edgar Allan Poe.
11. Be Mine – 3:28
  - Les paroles sont tirées d'un poème de Sappho.
12. Lady of the Lamp – 3:53
13. The Evernow – 4:09
14. Universe Am I – 4:46
15. The Garden – 2:51